# Sede titolare di Rubicon
Rubicon (in latino: Rubicensis) è una sede vescovile titolare della Chiesa cattolica.

## Storia
Il titolo di Rubicon fa riferimento alla seconda sede episcopale nelle Isole Canarie, istituita il 7 luglio 1404 con la bolla Romanus Pontifex dell'antipapa Benedetto XIII, all'epoca dello scisma d'Occidente; la sede era sull'isola di Lanzarote. Dopo la ricomposizione dello scisma, il 25 agosto 1435 papa Eugenio IV decretò il trasferimento a Las Palmas de Gran Canaria, ma questa decisione ebbe effetto solo nel 1485; contestualmente la diocesi assunse il nome attuale di diocesi delle Isole Canarie.
Dal 1969 Rubicon è annoverata tra le sedi vescovili titolari della Chiesa cattolica; dal 27 settembre 2022 l'arcivescovo, titolo personale, titolare è Tomasz Grysa, nunzio apostolico in Madagascar, nelle Seychelles e a Mauritius e delegato apostolico nelle Comore, con funzioni di delegato apostolico a La Riunione.

## Cronotassi dei vescovi titolari
- Jaime Flores Martín, S.O.D. † (30 aprile 1970 - 11 dicembre 1970 dimesso)
- Oskar Saier † (7 aprile 1972 - 15 marzo 1978 nominato arcivescovo di Friburgo in Brisgovia)
- José Sánchez González (15 gennaio 1980 - 11 settembre 1991 nominato vescovo di Sigüenza-Guadalajara)
- Stanisław Gądecki (1º febbraio 1992 - 28 marzo 2002 nominato arcivescovo di Poznań)
- Joaquín Carmelo Borobia Isasa † (21 ottobre 2004 - 23 aprile 2022 deceduto)
- Tomasz Grysa, dal 27 settembre 2022